# Irma Heeren
Irma Heeren née le 16 avril 1967 à Middelbourg aux Pays-Bas est une duathlète et triathlète professionnelle néerlandaise, multiple championne d'Europe et du monde de duathlon et de triathlon.

## Biographie

### Jeunesse
Irma Heeren naît et grandit à Middelbourg aux Pays-Bas et pratique différents sports de loisir dans sa jeunesse. Elle obtient un poste au sein de l’administration de la police locale où elle s'occupe du service des achats. Elle pratique le vélo en amateur et participe à un triathlon organisé par les forces de police, elle remporte sa première victoire qui lui procure un plaisir révélateur. À l'âge de 22 ans, elle décide de se consacrer uniquement au sport.

### Carrière en triathlon
De 1993 à 2003, Irma Heeren construit succès après succès sur la scène nationale et internationale, sa carrière sportive. Elle remporte plusieurs titres de championne d'Europe de duathlon courte et longue distance, trois titres de championne du monde courte distance et en triathlon, le titre de championne d'Europe distance M. Dans ses succès, elle est toujours soutenue par ses anciens collègues de la police et son compagnon avec qui elle s'est installée à Harderwijk au début de sa carrière.
Elle ne peut se qualifier pour le premier triathlon olympique lors des Jeux de 2000 à Sydney en Australie, à la suite d'un accident qui l'empêche de mettre en œuvre une préparation adéquate. Elle s'implique alors de plus en plus dans la pratique des courses de fond au travers du marathon, réduisant sa pratique de la natation et du cyclisme et arrête le duathlon en 2001 après un dernier titre de championne d'Europe. La motivation pour ce sport n’étant plus de haut niveau.  Elle se fixe comme objectif de participer aux Jeux olympiques d'été de 2004 à Athènes en se qualifiant pour l'épreuve du marathon. Mais sa tentative est un échec, une suite de blessures de fatigue et une perte de moral réduisent à néant ses espérances,.

### Retraite sportive
En 2004, souffrant de blessures et ressentant le franchissement de ses limites physiques et physiologiques, Irma Heeren prend la décision de mettre un terme à sa carrière sportive et sombre lentement dans une dépression. Après une période de reconversion qu'elle franchit difficilement, regrettant que la fédération nationale ne l’ait pas plus soutenue pendant cette période délicate, elle suit une psycho-thérapie importante dans un centre sportif spécialisé. Elle travaille désormais comme chef d'équipe de l’entrepôt de l'entreprise japonaise Shimano et renoue avec les compétitions de course à pied, dans le cadre du sport en amateur. Elle définit sa période sportive comme une « grande chance » et en tire cet enseignement personnel : « Le sport est sans foyer, mais donne détente et équilibre ».

## Palmarès
Les tableaux présentent les résultats les plus significatifs (podium) obtenus sur le circuit international de duathlon et de triathlon depuis 1993,.
| Année | Compétition                                       | Pays           | Position           | Temps           |
| ----- | ------------------------------------------------- | -------------- | ------------------ | --------------- |
| 2001  | Championnats d'Europe de duathlon                 | Portugal       | Médaille d'or      | Timing          |
| 2000  | Championnats du monde de duathlon longue distance | Afrique du Sud | Médaille de bronze | 2 h 56 min 15 s |
| 1999  | Championnats d'Europe de duathlon                 | Autriche       | Médaille d'or      | Timing          |
| 1999  | Championnat des Pays-Bas longue distance          | Pays-Bas       | Médaille d'or      | 8 h 56 min 23 s |
| 1998  | Championnats du monde de duathlon                 | Allemagne      | Médaille d'or      | Timing          |
| 1997  | Championnats du monde de duathlon                 | Espagne        | Médaille d'or      | Timing          |
| 1996  | Powerman Duathlon Zofingen                        | Suisse         | Médaille d'argent  | 7 h 51 min 41 s |
| 1996  | Championnats d'Europe de duathlon                 | Portugal       | Médaille d'or      | Timing          |
| 1995  | Championnats du monde de duathlon                 | Mexique        | Médaille de bronze | Timing          |
| 1994  | Championnats d'Europe de duathlon                 | Finlande       | Médaille d'argent  | Timing          |
| 1994  | Championnats du monde de duathlon                 | Australie      | Médaille d'or      | Timing          |
| 1994  | Championnat des Pays-Bas longue distance          | Pays-Bas       | Médaille d'or      | 9 h 46 min 25 s |
| 1993  | Championnats d'Europe de duathlon                 | Allemagne      | Médaille d'or      | Timing          |
| 1993  | Championnats du monde de duathlon                 | États-Unis     | Médaille d'argent  | Timing          |

| Année | Compétition                          | Pays     | Position      | Temps           |
| ----- | ------------------------------------ | -------- | ------------- | --------------- |
| 1999  | Championnat d'Europe longue distance | Pays-Bas | Médaille d'or | 8 h 56 min 23 s |
| 1994  | Almere-Triathlon                     | Pays-Bas | Médaille d'or | 9 h 46 min 25 s |